# Ateret
Ateret (en hebreo: עטרת‎, lit. 'Corona') es un asentamiento israelí ubicado en la gobernación de Ramala y Al-Bireh, en Cisjordania, Palestina. Está situado en los montes de Samaria, alrededor de 10 km al noroeste de Ramala. Está organizado como un asentamiento comunitario y recae bajo la jurisdicción del concejo regional de Maté Benjamín. En 2023 tenía una población de 716 habitantes.
La comunidad internacional considera que los asentamientos israelíes en Cisjordania son ilegales según la Cuarta Convención de Ginebra, de la que Israel es miembro y cuyo artículo 49 especifica que «la Potencia ocupante no podrá efectuar la evacuación o el traslado de una parte de la propia población civil al territorio por ella ocupado». El gobierno israelí no está de acuerdo con esta posición.